# Hypseleotris aurea
Hypseleotris aurea é uma espécie de peixe da família Eleotridae.
É endémica da Austrália.